# Alopecosa rapa
Alopecosa rapa là một loài nhện trong họ Lycosidae.
Loài này thuộc chi Alopecosa. Alopecosa rapa được Ferdinand Karsch miêu tả năm 1881.